# Premi Ruth Lyttle Satter de Matemàtiques
El Premi Ruth Lyttle Satter de Matemàtiques, també conegut com el Premi Satter és un guardó que la Societat Americana de Matemàtiques concedeix a una dona cada dos anys com a reconeixement a una contribució excepcional en la recerca matemàtica produïda durant els sis anys anteriors, amb una retribució de 5.000 $.
El guardó es va establir el 1990 amb una donació de Joan Birman, en memòria de la seva germana, Ruth Lyttle Satter,que treballava principalment en ciències biològiques i que era una defensora de la igualtat d'oportunitats per a les dones en ciències.

## Guardonades
El Premi Satter s'atorga cada dos anys. Les guardonades i les raons per les quals se'ls ha concedit aquest premi des de la seva creació en 1991 són:
- 1991: Dusa McDuff pel seu treball excepcional durant els passats cinc anys en geometria simplèctica.
- 1993: Lai-Sang Young pel seu paper fonamental en la recerca de les propietats estadístiques (o ergòdiques) dels sistemes dinàmics.
- 1995: Sol-Yung Alice Chang per les seves extenses contribucions a l'estudi de les equacions en derivades parcials en la varietat de Riemann i, en concret, pel seu treball sobre els problemes extrems en geometria espectral i la compacitat de les mètriques espectrals dins d'una classe conformal fixa en una variable 3 compacta.
- 1997: Ingrid Daubechies pel seu bell i profunda anàlisi de les ondetes i les seves aplicacions.
- 1999: Bernadette Perrin-Riou per la seva recerca teòric numèrica sobre les funcions L p-àdiques i la Teoria d'Iwasawa.
- 2001: Karen Smith pel seu excepcional treball en àlgebra commutativa, i a Sijue Wu pel seu treball en un problema durador en l'equació ondulatòria de dispersió.
- 2003: Abigail Thompson pel seu excepcional treball en topologia tridimensional.
- 2005: Svetlana Jitomirskaya pel seu treball pioner en la localització cuasiperiódica no perturbativa, concretament en els resultats dels seus articles (1) Metall-insulator transition for the almost Mathieu operator, Ann. of Math. (2) 150 (1999), no. 3, 1159–1175, i (2) amb J. Bourgain, Absolutely continuous spectrum for 1D quasiperiodic operators, Invent. Math. 148 (2002), no. 3, 453–463.
- 2007: Claire Voisin per les seves extenses contribucions a la geometria algebraica, i en particular per les seves recents solucions a dos antics problemes oberts: el relacionat amb la teoria de Kodaira (On the homotopy types of compact Kähler and complex projective manifolds, Inventiones Mathematicae, 157 (2004), no. 2, 329–343) i el de la conjectura de Green (Green's canonical syzygy conjecture for generic corbis of odd genus, Compositio Mathematica, 141 (2005), no. 5, 1163–1190; i Green's generic syzygy conjecture for corbis of even genus lying on a K3 surface, Journal of the European Mathematical Society, 4 (2002), no. 4, 363–404).
- 2009: Laure Saint-Raymond pel seu treball fonamental en els límits hidrodinàmics de l'equació de Boltzmann en la teoria cinètica.
- 2011: Amie Wilkinson per les seves contribucions notables al camp de teoria ergòdica dels sistemes dinàmics parcialment hiperbòlics.
- 2013: Maryam Mirzakhani per les seves extenses contribucions a la teoria de les superfícies de Riemann i els seus espais modulars.
- 2015: Hee Oh per les seves contribucions fonamentals als camps de la dinàmica en espais homogenis, subgrups discrets de grups de Lie, i les aplicacions a la teoria de nombres.
- 2017: Laura DeMarco per les seves contribucions fonamentals en dinàmica complexa, en la teoria del potencial, i en el camp emergent de la dinàmica aritmètica.
- 2019: Maryna Sergiivna Viazovska pel seu innovador treball en la geometria discreta i per la seva espectacular solució al problema d'empaquetament d'esferes en vuit dimensions.
- 2021: Kaisa Matomäki per la seva obra (gran part de la qual, amb Maksym Radziwiłł) que ha obert el camp de les funcions multiplicatives en intervals curts d'una forma completament inesperada i molt fructífera, i en particular en el seu revolucionari article, Multiplicative Functions in Short Intervals (Annals of Mathematics 183 2016, 1015–1056).